# The Definitive Alice Cooper
The Definitive Alice Cooper es un álbum recopilatorio de Alice Cooper, publicado en 2001 por Rhino Records. Fue lanzado simultáneamente con el álbum Mascara and Monsters: The Best of Alice Cooper, este último siendo publicado solamente en tierras estadounidenses y con algunas variaciones en la lista de canciones.

## Lista de canciones
1. "I'm Eighteen" - 2:57
2. "Desperado" - 3:28
3. "Under My Wheels" - 2:47
4. "Halo of Flies" - 8:23
5. "School's Out" - 3:31
6. "Elected" - 3:43
7. "Hello Hooray" - 3:03
8. "Generation Landslide" - 4:31
9. "No More Mr. Nice Guy" - 3:07
10. "Billion Dollar Babies" - 3:04
11. "Teenage Lament '74" - 3:19
12. "Muscle of Love" - 3:19
13. "Only Women Bleed" - 3:30
14. "Department of Youth" - 3:16
15. "Welcome to My Nightmare" - 2:47
16. "I Never Cry" - 3:43
17. "You and Me" - 3:26
18. "How You Gonna See Me Now" - 3:53
19. "From the Inside" - 3:31
20. "Poison" - 4:26
21. "Hey Stoopid" - 4:14